# Hans Hildenbrand
Hans Hildenbrand (* 4. März 1870 Bad Boll; † 1957) war ein deutscher Fotograf.

## Biografie
Hildenbrand ging in Pforzheim in die Lehre, weitere Ausbildungsstationen waren Genf und Frankfurt am Main. 1894 gründete er sein eigenes Foto-Atelier in Stuttgart in der Königstraße 27 und später in der Marienstraße 32. Er wurde königlicher Hofphotograph. Früh schuf er auch Bilder unter freiem Himmel. So lichtete er etwa am 5. August 1908 den Zeppelin LZ 4 über Stuttgart ab, der wenig später in Flammen aufging. Auch das Wrack des Luftschiffs in Echterdingen lichtete er ab und verkaufte seine Aufnahmen als Ansichtskarten.
Ab 1909 arbeitete er mit Autochrom-Platten; damit gehört er zu den frühen Farbfotografen Deutschlands. 1911 gründete er die Farbenphotographische Gesellschaft, die vor allem Ansichtskarten und Stereoskopbilder verbreitete. Die Stereoskopserien, die zusammen mit dem entsprechenden Gerät vermarktet wurden, wurden unter dem Namen „Chromoplast“ verkauft.
Während des Ersten Weltkrieges war er einer von 19 offiziell beauftragten Kriegsfotografen auf der deutschen Seite und der einzige unter diesen, der Farbaufnahmen von den Kriegsschauplätzen im Elsass, der Champagne und den Vogesen machte.
Nach dem Krieg arbeitete Hildenbrand viel für das amerikanische Magazin National Geographic. Seine letzten Beiträge waren Bilder zu dem Thema Changing Berlin im Jahr 1937.
1944 wurde Hildenbrands Archiv in Stuttgart durch einen Luftangriff zerstört, so dass viele seiner Originale verloren sind. Die Firma Photo-Hildenbrand, die auf Hans Hildenbrand zurückging, existierte bis 1997.

## Ausstellungen und Buch
Zusammen mit Bildern seines französischen Kollegen Jules Gervais-Courtellemont waren Kriegsaufnahmen Hildenbrands 2009 in der Ausstellung „Endzeit Europa“ im Kurt-Tucholsky-Literaturmuseum in Rheinsberg und danach im Haus der Brandenburgisch-Preußischen Geschichte in Potsdam zu sehen. Die Ausstellung sollte an insgesamt fünf deutschen (außer Rheinsberg und Potsdam noch Finsterwalde, Erkner und Oranienburg) sowie fünf französischen Standorten gezeigt werden. Zu der Ausstellung erschien ein Buch, das eine Sammlung von Äußerungen von Zeitzeugen enthält.
Schon 2007 waren anlässlich des hundertjährigen Jubiläums der Farbfotografie zahlreiche Bilder Hildenbrands in der Städtischen Galerie Erlangen gezeigt worden.
Im Herbst 2018 erschien die große Monographie Hans Hildenbrand. Hofphotograph und Pionier der frühen Farbfotografie, herausgegeben vom Haus der Geschichte Baden-Württemberg. Ab dem 31. März 2019 zeigte das Stadthaus Ulm die Ausstellung „Es wird bunt! Hans Hildenbrand und die ersten Farbfotos von Ulm.“